# Blackheart Man
| Críticas profissionais                                                      | Críticas profissionais |
| Avaliações da crítica                                                       | Avaliações da crítica  |
| Fonte                                                                       | Avaliação              |
| --------------------------------------------------------------------------- | ---------------------- |
| AllMusic                                                                    | 5 de 5 estrelas.       |
| Esta tabela precisa de ser acompanhada por texto em prosa. Consulte o guia. |                        |

Blackheart Man é um álbum de Bunny Wailer lançado originalmente em 8 de Setembro de 1976, ba Jamaica pela Solomonic Records e internacionalmente pela Island Records.

## Faixas
Todas as faixas escritas e compostas por Bunny Wailer. 
| N.º | Título                        | Duração |  |
| 1.  | "Blackheart Man"              |         |  |
| 2.  | "Fighting Against Conviction" |         |  |
| 3.  | "The Oppressed Song"          |         |  |
| 4.  | "Fig Tree"                    |         |  |
| 5.  | "Dream Land"                  |         |  |
| 6.  | "Rastaman"                    |         |  |
| 7.  | "Reincarnated Souls"          |         |  |
| 8.  | "Amagideon (Armagedon)"       |         |  |
| 9.  | "Bide Up"                     |         |  |
| 10. | "This Train"                  |         |  |

## Créditos
- Voz secundária - Peter Tosh (tracks: 2, 5, 9)
- Baixo - Aston "Family Man" Barrett (tracks: 3, 6, 8), Robbie Shakespeare (tracks: 1, 2, 4, 10), Karl Pitterson (tracks: 5, 9, 10)
- Bateria - Carlton Barret
- Engenheiro - Karl Pitterson
- Flauta - Tommy McCook (tracks: 1, 8, 9)
- Guitarra solo - Earl "Chinna" Smith (tracks: 3, 4, 6 e 8), Eric Frater (tracks: 6, 8)
- Guitarra - Peter Tosh (tracks: 2, 4, 6, 7, 9), Michael Murray (track: 3)
- Chifres - Bobby Ellis (tracks: 2, 4, 6, 8), Herman Marquis (tracks: 2, 3, 6, 8), Dirty Harry (tracks: 2, 5, 6, 8), Mark West (track: 4)
- Teclados - Harold Butler (tracks: 3, e 8), Tyrone Downie (tracks: 1, 3, 5, 6, 7, 9, 10), Winston Wright (track: 2)
- Voz principal, , Percussão - Bunny Wailer
- Mistura por - Chris Blackwell, Karl Pitterson
- Produtor - Bunny Wailer
- Saxofone - Tommy McCook (tracks: 1, 2, 4, 5, 7)
- voz secundária  "Dream land" - Bob Marley
- Congas - Larry McDonald